# コーンフラワー
コーンフラワー (英語: corn flour) は、トウモロコシを挽いて作られた穀粉である。

## 概要
コーンフラワーには、通常の物とリダクションフラワー（reduction flour）とがある。
コーンフラワーは主としてコーングリッツ製造過程中において、粉質胚乳部より発生する製品で、粒度は60メッシュパスの製品を指す。
リダクションフラワーはコーングリッツを微粉砕した製品で、粒度は60メッシュパスの製品である。
なお、イギリス英語では、アメリカ英語のコーンスターチ（corn starch）をコーンフラワーと言う。

## 原料
コーンフラワーの原料となるものは、食用として一般に広く認知されているスイートコーン（甘味種）や ポップコーン（爆裂種）などは用いず、デントコーン（馬歯種）やフリントコーン（硬粒種）といった品種が使われる。
日本では、原料のトウモロコシのほぼ全量をアメリカ合衆国やブラジルなど国外から輸入している。

## 製造方法
コーンフラワーは主としてコーングリッツ製造過程中において、粉質胚乳部より発生する部位を使用。最終的に粉質胚乳部を微粉砕して製品とする。
リダクションフラワーは角質胚乳部からなるコーングリッツを微粉砕して製品とする。

## 用途
コーンフラワーの用途は様々であるが、主要なものとしては次のようになる。
- プレミックス用
- 食品用

### プレミックス用
コーンフラワーの主要用途である天ぷら、唐揚げ、アメリカンドッグ、お好み焼き、たこ焼き、チキンナゲット、ドーナツ、ホットケーキ、トルティーヤ等のプレミックス原材料の一部として使用されている。

### 食品用
カレー粉や香辛料の原材料の一部に使用されている。フライ製品の衣への使用もされている。

## メーカー
コーングリッツを製造しているメーカーより製造されている。